# Ar'Darius Washington
Ar'Darius Washington (Shreveport, 2 novembre 1999) è un giocatore di football americano statunitense che milita nel ruolo di safety per i Baltimore Ravens della National Football League (NFL).

## Carriera

### Baltimore Ravens
Dopo non essere stato scelto nel Draft, Washington firmò con i Baltimore Ravens il 13 maggio 2021. Il 27 novembre 2021 fu inserito in lista infortunati per un problema a un piede, chiudendo la sua stagione.
Il 30 agosto 2022 Washington fu svincolato e rifirmò con la squadra di allenamento il giorno successivo. Fu promosso nel roster attivo il 14 gennaio 2023.
Washington fu inserito in lista infortunati il 19 settembre 2023 a causa di un infortunio al petto rimediato nel secondo turno contro i Cincinnati Bengals.